# ジブリル・ソウ
モハメス・ジブリル・イブラヒマ・ソウ（Mohameth Djibril Ibrahima Sow, 1997年2月6日 - ）は、スイス・チューリッヒ出身のサッカー選手。ラ・リーガ・セビージャ所属。スイス代表。ポジションはMF。

## 経歴

### クラブ
チューリッヒ近郊のクラブでサッカーを始め、11歳でFCチューリッヒのユースチームに加わった。 2015-16シーズン、ドイツ・ブンデスリーガのボルシア・メンヒェングラートバッハに移籍し、2020年6月30日までの契約を結んだ。 
2017年6月、母国スイスのBSCヤングボーイズと4年契約を結んだ。同シーズンのスーパーリーグ優勝に貢献した。
2019年6月27日、アイントラハト・フランクフルトと契約を結んだ。
2023年8月4日、セビージャFCと契約を結んだ。5年契約で、移籍金は1000万ユーロとみられている。

### 代表
ユース年代からスイス代表に選出されている。
2018年9月8日、UEFAネーションズリーグのアイスランド戦でフル代表デビューを果たした。

## 人物
セネガル人の父とスイス人の母との間に生まれた。従姉のクンバ・ソウもサッカー選手。

## 代表歴

### 出場大会
- スイス代表
  - 2022 FIFAワールドカップ

### 試合数
- 国際Aマッチ 41試合 0得点（2018年-）[7]

| スイス代表 | 国際Aマッチ | 国際Aマッチ |
| 年         | 出場        | 得点        |
| ---------- | ----------- | ----------- |
| 2018       | 2           | 0           |
| 2019       | 4           | 0           |
| 2020       | 7           | 0           |
| 2021       | 11          | 0           |
| 2022       | 12          | 0           |
| 2023       | 5           | 0           |
| 通算       | 41          | 0           |

## タイトル
ヤングボーイズ
- スイス・スーパーリーグ: 2017-18, 2018-19

アイントラハト・フランクフルト
- UEFAヨーロッパリーグ: 2021-22